# Verners Auls
Verners Alfrēds Auls (ur. 5 sierpnia 1889 w Rydze, zm. ?) – łotewski łyżwiarz figurowy.
Pięciokrotnie zostawał mistrzem kraju – w latach 1930–1932, 1934 i 1935. W 1930 wziął udział w mistrzostwach Europy, na których zajął 6. miejsce.
Wystąpił na igrzyskach w 1936, na których reprezentował Łotwę w zawodach solistów i uplasował się na 25. pozycji. Był najstarszym uczestnikiem tych igrzysk, a także najstarszym Łotyszem w historii igrzysk zimowych.
Reprezentował kluby Latvijas Daiļslidotāju i Rīgas Ledus.